# U-141号潜艇 (1940年)
U-141号（德語：U 141）是纳粹德国战争海军建造的十六艘II-D型近岸潜艇（或称U艇）之一。它由基尔的德意志造船厂承建，于1940年7月27日下水，至同年8月21日交付使用。第二次世界大战期间，该艇曾执行过四次巡逻作战，共计击沉4艘、击伤1艘同盟国或中立国商船，累积总吨位为11,934吨。1945年5月5日，U-141号在威廉港自沉，残骸其后被打捞上岸拆解报废。

## 设计
II级潜艇是从一战中德意志帝国海军的UB级和UF级近岸潜艇发展而来。其外观尺寸小，造价便宜且易于生产，在很短时间内便能造好。这款艇具在设计上吸收了为芬兰海军定制的欧洲水鼬号的优点，是非常出色的训练艇。但由于它们体积较小，在海面上容易剧烈颠簸，因此也被德国人戏称为“独木舟”（Einbaum）。尽管如此，一些II级艇在训练任务与战斗行动中表现相当出色，许多II级艇的衍生型号也相继被建造出来。
U-141号是一款用于近岸水域作战的II-D型单壳体潜艇。与前型相比，它的司令塔更大、塔后部增加了高射炮发射平台，艇身外部壳体两侧还设计了醒目的鞍状水箱。鞍状水箱除了能利用在压载水舱和燃料箱中以提高活动半径之外，对于潜艇在暴风雨天气中的航行也有好处。艇只的全长43.97米、舷宽4.92米、高8.4米，并有3.93米的吃水深度，水上和水下排水量则分别增加至314吨和364吨。II-D型艇采用两台曼海姆发动机厂（MWM）生产的六缸四冲程350匹公制馬力（260千瓦特）柴油机用于水面运行，以及两台各配备36个AFA蓄电池组的205匹公制馬力（150千瓦特）西门子-舒克特（SSW）电动发电机用于水下航行；水面最高航速12.7節（23.5每小時），水下7.4節（13.7每小時）；能够在水面以8節（15每小時）航速续航5,650海里（10,460），或以4節（7.4每小時）连续在水下航行56海里（104）而无需充电。它采用双轴和两副直径为0.85米的螺旋桨，具备在80－150米的深度运行的能力，紧急下潜需时30秒。
武器装备方面，U-141号在艇艏内置有三具管径为533毫米的鱼雷发射管，呈倒三角形布置，其中左舷一具、右舷一具、底部的中线上还有一具；它们合共配备5枚G7型鱼雷，或可携带最多12枚TMA水雷。此外，该艇还搭载有一门20毫米30式高射炮作为甲板炮。其标准船员编制为3名军官及22名水兵。

## 历史
1939年9月25日，海军造舰局正式将十六艘II-D型潜艇（U-137至U-152号）的建造合同发包予基尔的德意志造船厂。其中U-141号于1939年12月12日开始铺设龙骨，1940年7月27日下水，至同年8月21日在前U-4号艇长、海军中尉海因茨-奥托·舒尔策的指挥下交付使用。完成海试后，该艇以训练艇身份编入驻基尔的第1潜艇区舰队服役至10月23日。随后，U-141号成为第21潜艇区舰队的一份子，先后在诺伊施塔特和皮劳担任教学艇。当苏德战争爆发时，它又从1941年5月1日至9月30日期间被抽调至驻基尔的第3潜艇区舰队作前线艇，继而重返驻皮劳的第21区舰队恢复教学艇职责。随着苏联红军于1945年初发动东普鲁士攻势，德国人被迫放弃皮劳基地，U-141号遂跟随区舰队自1945年1月起移驻基尔，然后从3月1日起继续以训练艇身份在驻威廉港的第31潜艇区舰队服役。根据长期生效的“彩虹命令”，U-141号于同年5月5日与另外二十二艘德国U艇在威廉港四号入口的西侧掩体、即所谓的“雷德尔船闸”（Raederschleuse，53°31′N 08°09′E / 53.517°N 8.150°E）内自行凿沉——尽管该命令在一天前便由海军元帅卡尔·邓尼茨撤销。战后，它们于1945年10月10日至25日期间被英国人集中以炸药炸毁，艇只残骸继而被打捞上岸并拆解报废。
第二次世界大战期间，U-141号完成了四次巡逻，共计击沉同盟国或中立国的4艘商船，累积总吨位为6,801吨；另击伤1艘英国商船，计为5,133吨。

### 作战巡逻
1941年4月13日，海军中尉菲利普·许勒尔率领U-141号离开基尔，穿过威廉皇帝运河后来到布伦斯比特尔，进而开赴北海，于4月17日驶入挪威的卑尔根进行整备。4月29日，该艇从卑尔根出发执行首次巡逻，前往北大西洋和法罗群岛南部游弋。在此期间，它于5月5日在外赫布里底群岛以西、即距离OB-318号护航船队后方约50海里（93）处遭到英国皇家空军第269中队一架哈德遜式轟炸機的袭击。三枚深水炸弹造成的震荡迫使U-141号中断巡逻。 英国驱逐舰厄勒克特拉号、越轨号和一架惠特利式轰炸机被派往现场，但没有找到潜艇。经过历时二十八天、水面行程2,490海里（4,610）、水下行程204海里（378）的航行后，U-141号于5月11日抵达德占法国的洛里昂。
U-141号在许勒尔的指挥下于5月31日从洛里昂启程执行第二次巡逻，前往北大西洋、北海海峡和爱尔兰西部游弋，至6月26日返回洛里昂，期间共击沉1艘1,277总吨的瑞典货船。受害者是无武装的卡拉布里亚号（Calabria），它自6月4日以来由于底部缠结而从SL-76号护航船队中掉队，至6月22日03:29被许勒尔发射的一枚鱼雷击中右舷的船舯后部，30分钟后在距伊尼什特拉赫尔灯船西北偏西约100海里（190）处沉没。分别于00:27和02:13发射的前两枚鱼雷未能击中该船，值班的三名船员则在第三枚爆炸时丧生。
从7月14日至8月1日在北大西洋、北海海峡和北爱尔兰附近海域执行的第三次巡逻期间，U-141号取得最为丰硕的战果，共击沉1艘、击伤1艘英国商船：7月26日03:28分，该艇在距离布拉迪角以西约365海里（676）处袭击了OS-1号护航船队，许勒尔报称他射出的三枚鱼雷各命中了一艘船。其中第一艘船被遗弃，第二艘发生爆炸，第三艘有四个桅杆，且已严重倾侧。事实上，只有5,106总吨的波特威号（Botwey）被击沉，5,133总吨的大西洋城号（Atlantic City）被击伤后遗弃，但后来完成修复。事件中并未造成人员伤亡。
在最后一次巡逻中，U-141号于8月21日离开洛里昂，前往北大西洋、北海海峡和爱尔兰西部游弋。9月5日23:37，冰岛拖网渔船亚尔林号（Jarlinn，190总吨）被许勒尔的一枚鱼雷击中船舯部，并在罗科尔东北约120海里（220）处连同11名船员立即沉没。一天后，U-141号又向英国拖网渔船埃里克国王号（King Erik，228总吨）发射了一枚鱼雷并取得命中，使后者在法罗群岛西南偏西约120海里（220）处发生强烈爆炸后立即沉没，15名船员全数罹难。返德途中，该艇于9月12日抵达卑尔根进行补给，并在经停克里斯蒂安桑后于9月18日回到基尔。

## 袭击历史摘要
| 日期          | 船名         | 船籍 | 吨位  | 结局 |
| ------------- | ------------ | ---- | ----- | ---- |
| 1941年6月22日 | 卡拉布里亚号 | 瑞典 | 1,277 | 击沉 |
| 1941年7月26日 | 大西洋城号   | 英国 | 5,133 | 击伤 |
| 1941年7月26日 | 波特威号     | 英国 | 5,106 | 击沉 |
| 1941年9月5日  | 亚尔林号     | 冰島 | 190   | 击沉 |
| 1941年9月6日  | 埃里克国王号 | 英国 | 228   | 击沉 |